# Polyèdre de Császár
En géométrie, le polyèdre de Császár (prononciation en hongrois : [ˈtʃaːsaːɾ]) est un polyèdre toroïdal (en) ayant 14 faces triangulaires ; avec le tétraèdre, c'est le seul polyèdre connu sans diagonales, autrement dit tel que deux sommets quelconques soient toujours reliés par une arête

## Graphe complet
L'ensemble des sommets et des arêtes du polyèdre de Császár forme un graphe complet (noté {\displaystyle K_{7}}). Plus généralement, si un polyèdre ayant s sommets, a arêtes et f faces correspond à une surface à t « trous » (autrement dit si sa caractéristique d'Euler s-a+ f est égale à  2-2t), et si ses sommets et arêtes forment un graphe complet, il possède a = s(s-1)/2 arêtes, chaque face est un triangle et donc a = 3f/2, et on obtient finalement {\displaystyle t={\frac {(s-3)(s-4)}{12}}}. t étant entier, on doit avoir s congru à 0, 3, 4, ou 7 modulo 12.   
Cette équation est vérifiée pour le tétraèdre  (avec t = 0 et s = 4), et pour le polyèdre de Császár  (avec t = 1 et s = 7). La solution suivante, t = 6 et s = 12, correspondrait à un polyèdre à 44 faces et 66 arêtes, mais un tel polyèdre n'existe pas, et en fait on ne connait aucun polyèdre pour des valeurs de t supérieures.

## Historique
Le polyèdre de Császár a été découvert en 1949 par le topologue hongrois Ákos Császár. Son dual, le polyèdre de Szilassi, ne fut découvert qu'en 1977 par Lajos Szilassi (en) ; il a 14 sommets, 21 arêtes, et 7 faces hexagonales, chacune étant adjacente à toutes les autres faces ; il est également homéomorphe à un tore.